# Барда Фока Старший
Барда Фока Старший (*Βάρδας Φωκᾶς бл. 878 — бл. 968) — військовий та державний діяч Візантійської імперії.

## Життєпис
Походив з знатного роду Фок. Син військовика Никифора Фоки Старшого. Традиційно став військовиком. У 917 році разом з братом Левом брав участь у битві при Ахелоєм, де візантійці зазнали нищівної поразки від болгарського війська. У 919 році після придушення повстання Льва Фоки проти імператора Романа I рід Фок було майже на 20 років відсторонено від вищих цивільних та військових посад.
У 941 році призначено стратегіом ферми Арменіакон. Того ж року брав участь у обороні узбережжя Віфінії від нападу русів на чолі з князем Київським Ігорем, стримуючи ворогів до підходу основних військ на чолі з Іоанном Куркуасом, що змусили русів відступити.
У 944 році сприяв імператору Костянтину VII позбутися влади Романа I Лакапіна та його синів. 945 році на дяку призначено доместиком схол Сходу. На цій посаді боровся з Хамданідами, зумівши зупинити мусульманський наступ, але не відвоював значних територій. 953 року на чолі 50 тис. війська, що складалося з греків, вірмен, печенігів, русичів, болгар, сербів, хозар, грузин, у битві з Сайф ад-Діном зазнав поразки та поранення, яке змусило Барду Фоку 954 року скласти повноваження доместика схол. Цю посаду обійняв його син Никифор.
У 963 році після сходження сина Никифора на імператорський трон Барда Фока отримав титул цезаря. Усіляко допомагав синові в керуванні. Помер близько 968 року.

## Родина
Дружина — донька аристократа Євдокима Малеїна.
Діти:
- Никифор (д/н—970), візантійський імператор
- Костянтин, стратег Селевкії
- Лев
- донька, дружина стратега (ім'я невідоме) з роду Діогенів
- донька, дружина (ім'я невідоме) Куркуаса. Це подружжя було батьками майбутнього імператора Іоанна I Цимісхія.
- донька, дружина Феодула Парсакунтена